# Fourteen Words
Fourteen Words (deutsch „vierzehn Wörter“) ist eine besonders in den Vereinigten Staaten, mittlerweile aber auch in Europa häufig gebrauchte verschleiernde Umschreibung für einen verbreiteten Glaubenssatz von Neonazis und anderen weißen Rassisten: „We must secure the existence of our people and a future for white children.“ Zu Deutsch: „Wir müssen die Existenz unseres Volkes und eine Zukunft für weiße Kinder sichern.“ Als Autor der Fourteen Words gilt der US-Neonazi David Eden Lane.

## Ideologie
Mit our people („unser Volk“) ist in dem Satz von Lane nicht das Staatsvolk der Vereinigten Staaten gemeint, sondern die „arische Rasse“. Der Satz fasst die Überzeugung von Neonazis insbesondere in den USA zusammen, die der Weltsicht der deutschen Nationalsozialisten sehr ähnlich ist: Nach dieser Auffassung ist die „weiße Rasse“ den anderen „Rassen“ überlegen. Diese anderen „Rassen“ – besonders Juden und Schwarze – würden versuchen, die Weißen zu bekämpfen und von ihrem rechtmäßigen Platz zu vertreiben. Dagegen müssten sich die Weißen wehren, sowohl um den vermeintlich rechtmäßigen Platz für ihre heute lebenden Mitglieder zu sichern als auch um einen solchen Platz für ihre zukünftigen Mitglieder zu ermöglichen. 
Die meisten Anhänger der sogenannten White Supremacy verstehen darunter, dass die Weißen als Herrschaftsschicht über den anderen „Rassen“ stehen sollen, die als nützliche Diener geduldet, aber einer Rassentrennung unterworfen würden. Dieses Konzept ähnelt den Plänen der deutschen Nationalsozialisten hinsichtlich der von ihnen so bezeichneten Untermenschen. Andere streben eher eine großräumige geografische Trennung an, bei der vor allem in Nordamerika nur Weiße leben dürften. Eine Vernichtung der nichtweißen Menschen im Sinne eines Holocaust wird zumindest bisher nicht von breiten Gruppen vertreten.

## Verwendung
Die Fourteen Words werden häufig durch den Zahlencode 14 etwas verschleiert. Häufig tritt die 14 in Kombination mit anderen Codes auf, insbesondere als 1488, 14-88, 14/88 oder 88/14, beispielsweise als Grußformel in Briefen und E-Mails, in Liedtexten, als T-Shirt-Aufdruck, Aufnäher, Schmuck, Jackenemblem oder auf CD-Hüllen. Die 88 kann sich dabei entweder auf Lanes 88 Grundsätze beziehen oder als Code für „Heil Hitler“ stehen (siehe Rechtsextreme Symbole und Zeichen).
Die Fourteen Words gehören zur Ideologie etlicher Neonazi-Vereinigungen. Eine der klassischen Neonazi-Banden sind die in den USA gegründeten und in Europa einflussreichen Hammerskins. Die "Hammerskin Nation" fasst ihren sozial-nationalistisch angehauchten weißen Rassismus ebenfalls in dem Glaubensatz zusammen.
Spätestens seit Mitte der 1990er Jahre wurden Konzept und Zahlencode auch von Neonazis in anderen europäischen Ländern übernommen. Eine bekannte Rechtsrock-Band, die 1996 gegründet wurde und bei der mehrere Mitglieder der verbotenen Freien Kameradschaft Skinheads Sächsische Schweiz mitwirken, trägt den Namen 14 Nothelfer. In ihrem Lied 14 Words heißt es: „Es gibt einen Satz, den vergesse nie! Kämpfe, lebe, streite nach ihm! 14 words, never forget!“
1488 ist auch der Name einer Band, deren 1995 auf Doktor Records, einem Sub-Label von Torsten Lemmers Rechtsrock-Label Funny Sounds, veröffentlichtes Album „Vergangene Zeiten“ die Bundesprüfstelle für jugendgefährdende Medien 2013 als „jugendgefährdend“ eingestuft und indiziert hat.
André Eminger, Unterstützer der rechtsextremen Terrorgruppe Nationalsozialistischer Untergrund, benutzte die Kennung 14/88 mehrfach in seiner schriftlichen Kommunikation.